# Rollei-Metric-Verfahren
Das Rollei-Metric-Verfahren ist ein Vermessungs- und Darstellungsverfahren für kriminalpolizeiliche Tatorte. Es handelt sich um ein fotogrammetrisches Messverfahren, das heißt, es werden mit einer Messkamera Aufnahmen erstellt, aus denen Abstände berechnet werden.
Das Verfahren wird von der Polizei Nordrhein-Westfalen eingesetzt. Auch vom Landeskriminalamt wird es seit 1992 eingesetzt. Die Technik wird überwiegend bei Kapitaldelikten eingesetzt.
Hierzu wurden im kriminaltechnischen Bereich der sechs Kriminalhauptstellen des Landes Aufnahmeteams gebildet und mit Messkameras ausgerüstet. Gleichzeitig wurde beim Landeskriminalamt NRW ein zentraler Tatortvermessungsdienst eingerichtet, der ebenfalls zur Tatortaufnahme herangezogen werden kann und darüber hinaus landesweit die Auswertung aller Rollei-Metric-Vermessungsprojekte leistet. 

## Anwendungsgebiete
Das Rollei-Metric-Verfahren wird zum überwiegenden Teil bei der Vermessung großer Unfallstellen angewandt. Dazu zählen beispielsweise Autobahnen, Flugzeugabstürze, Eisenbahnunfälle und Explosionsunglücke. Gerade in diesen Fällen spielt das Verfahren seine Stärken aus. Weitere Anwendungsgebiete sind die Tätergrößenbestimmung anhand von Überwachungsfotos, die Rekonstruktion von Geschossbahnen und Schützenstandorten und die Volumenbestimmung von Abraumhalden, wie sie im Umweltstrafrecht erforderlich ist.

## Beschreibung
Rollei-Metric ist ein fotogrammetrisches Messsystem. Es besteht aus zwei unterschiedlichen Programmen bzw. Anwendungsbereichen. Im Programm CDW (Close Range Digital Workstation) kommt die so genannte Mehrbildmessung zum Einsatz. Im Gegensatz zu Monobild NRW werden hier mehrere Fotos von einem Objekt oder Geländestück benutzt, um es zu vermessen. Ähnlich wie der Mensch mit seinen beiden Augen zwei getrennte Bilder aufnimmt und im Gehirn zu einer räumlichen Information verarbeitet, werden Fotos aus möglichst unterschiedlichen Blickwinkeln gefertigt und im Rechner von einer Software zu einer räumlichen Information verknüpft. Jeder Punkt kann so messtechnisch im freien Raum genau erfasst werden.
Das ist aber bei hohem Spurenaufkommen am Unfallort für den Auswerter recht arbeitsaufwändig. Daher wird mittels CDW meistens nur die Form oder Oberfläche eines Objektes regeniert, etwa Fahrbahn und angrenzendes Gelände beim Unfall oder die Gebäudestruktur eines Innentatortes.
Anschließend kommt das Rollei-Metric-Programm MSR (Metric Single Image Rectification) zum Einsatz, eine kompatible Monobildentzerrung. Hier wird das zuvor in CDW generierte Gittermodell als dreidimensionale Passpunktfigur unterlegt und nun verschiedene, speziell gefertigte Spurenfotos als maßhaltig entzerrte Fototextur auf Fahrbahnoberfläche, Wände oder Fußböden appliziert.
Das Ergebnis ist ein dreidimensionaler virtueller Tat- oder Unfallort, der wahlweise das Erstellen einer maßhaltigen fotografischen Draufsicht (Orthofoto) oder einer Strichzeichnung ermöglicht, aber auch Grundlage für wirklichkeitsgetreue dreidimensionale Videoanimationen sein kann.

## Vorteile
Das Verfahren erfasst alle Unfallspuren dreidimensional, also auch jene, die außerhalb der Fahrbahn liegen. Damit deckt es alle Situationen ab, in denen Monobild NRW nicht eingesetzt werden kann.
Rollei-Metric ist äußerst präzise. In NRW kommen ausschließlich metrische Messkameras der Fa. Rollei zum Einsatz. Es wird eine Abweichung von maximal drei cm auf 100 m Spurenlänge gehalten.
Mit Rollei-Metric können auch große Spurenlagen sehr schnell abgearbeitet werden. Es müssen grundsätzlich nur drei Referenzstrecken vermessen und einige zusätzliche Markierungen auf die Fahrbahn aufgebracht werden. Dazu trägt freilich auch entscheidend der Umstand bei, dass das LKA-Team gewöhnlich im Hubschrauber eingesetzt wird und damit über eine ideale Kamerahöhe von 30 bis 60 m verfügen kann.

## Nachteile
Der Einsatz des Tatortvermessungsdienstes ist mit einer gewissen Zeitverzögerung verbunden, die während der Bürozeiten im Idealfall ca. 60 Minuten betragen kann. 
Mitunter steht auf Grund der Einsatzlage kein Hubschrauber zur Verfügung. Bei Dunkelheit und besonders schlechten Witterungsverhältnissen kann kein Hubschraubereinsatz erfolgen. 
Außerhalb der Bürozeiten kann der Tatortvermessungsdienst in Ausnahmefällen angefordert werden, der Zeitverzug ist dann aber größer.